# Cerro Moroturo
El Cerro Moroturo (9°29′18″N 69°27′12″O / 9.4884, -69.4534) es una formación de montaña ubicada en una exclusiva región natural al norte de Portuguesa, a poca distancia al oeste de Acarigua, en el occidente de Venezuela. A una altitud promedio de 1.350 m s. n. m., el Cerro Moroturo es una de las montañas más altas en Portuguesa.

## Ubicación
El Cerro Moroturo está ubicado en el extremo sudeste del parque nacional El Guache y rodeado de los poblados rurales de Moroturo, Santa Rosa de Guache, Hacha, Santa Ana, Sanarito, La Laguna, San Bartolo, Santa Bárbara, Palmarito, Jobillal, y Guache de Garabote, todos ubicados dentro de los límites del parque.
En la misma fila de montaña y hacia el norte del Cerro Moroturo está el Cerro Santa Ana, mientras que hacia el noreste, en dirección a Acarigua, está el Cerro Negro.